# روجر نيومان
روجر نيومان (بالإنجليزية: Roger Neumann)‏ هو قائد فرقة ‏ وملحن أمريكي، ولد في 3 يناير 1941، وتوفي في 28 نوفمبر 2018.

## روابط خارجية
- روجر نيومان على موقع IMDb (الإنجليزية)
- روجر نيومان على موقع أول ميوزيك (الإنجليزية)
- روجر نيومان على موقع ديسكوغز (الإنجليزية)